# Кључ (музика)
Кључ (фр. &zwj; и енгл. clef) је музичка ознака опсега висине тонова који ће бити записани у нотном систему. У партитурама за инструменте са одређеном висином тона се данас користе три врсте кључева: Ге-кључ, Еф-кључ и Це-Кључ. Сва три носе имена по тону чија се позиција у нотном систему њиме обележава.
Ако се изнад или испод кључа налази мали број 8va, иста означава транспозицију партитура за једну октаву навише (ако је број изнад кључа) или наниже (ако је број испод кључа). Ова ознака се по правилу среће само код Ге и Еф-кључева.

## Ге-кључ
Ге-кључ (такође виолински кључ) је, одмах после бас-кључа, најчешће коришћен кључ. Њиме се означава место тона g1 у нотном систему, које се налази тачно на почетку завоја знака. Већина дрвених дувачких инструмената, као и лимени дувачки инструменти са опсегом у вишим регистрима, удараљке са одређеном висином тона као и виолине се записују у виолинском кључу.
У време барока, Ге-кључ се понекад писао на првој линији нотног система. Овакав кључ се назива француски виолински кључ а још увек се понекад користи у партитурама за ес-кларинете и ес-трубе.
Осим ових, у вокалној музици се може срести још и тзв. тенорски виолински кључ који на сам кључ има додате и две заграде, које уоквирују 4 линију нотног система, но, кључ се сматра идентичним обичном виолинском кључу са 8 испод, односно, све што је нотирано у овом кључу звучи октаву ниже. Он се користи само за писање вокалних деоница тенора.

## Еф-кључ
Еф-кључ (такође бас-кључ) којим се означава место f (мало еф) у нотном систему. Мало еф се налази на линији између две тачке које припадају овом симболу или на тачки којом почиње његов завој. Најчешће, ово место је четврта линија нотног система. Некад је овај кључ означавао мало еф на средњој линији нотног система и носио је назив баритон кључ, али се овај запис у савременој нотацији изгубио.
У овом кључу се најчешће бележе инструменти дубљег регистра попут неких лименх и дрвених дувачких инструмената, као и неки од гудачких инструмената. Партитуру за леву руку харфе се стандардно пише у бас-кључу.

## Размесение на нотном стане
Теоретски, било који кључ се може ставити на било који ред. Са пет линија на нотном систему и три кључа, постоји петнаест могућности за постављање кључа. Шест од њих су сувишни јер резултирају идентичним додељивањем нота редовима (и празнинама) - на пример, кључ Г у трећем реду даје исти положај нота као кључ С у доњем реду. Дакле, постоји девет могућих различитих кључева, од којих су сви коришћени историјски: кључ сол у два доња  реда, кључ фа у горња три реда и кључ до у било ком реду осим највишег. Кључ С у највишем реду је еквивалентан кључу F у трећем реду, али су коришћене обе варијанте.
Сваки од ових кључева има своје име у зависности од теситуре за коју је најпогоднији. 
Само четири кључа се редовно користе у модерној музици: виолински кључ, басов кључ, алт кључ и тенорски кључ. Од њих су најчешћи виолински и басов кључеви. Тенорски кључ се користи за горњи регистар неколико инструмената који обично користе басов кључ (укључујући виолончело, фагот и тромбон), док алт углавном користи само алт.

## Це-кључ
У данашње време јако ретко коришћени Це-кључ подсећа на два обрнута латинична слова C која стоје једно над другим. Између та два слова стоји ознака у облику врха копља која означава тон . Врх овог кључа може обележавати тон це на различитим линијама нотног система и у зависности од овога добија име. Најчешће је ово средња линија (алтовски кључ) или четврта линија одоздо (тенорски кључ). Поред њих постоје сопрански кључ (тон це на првој линији одоздо) и мецосопрански кључ (друга линија одоздо), који је још познат и као флауталто-кључ јер се у њему пишу деонице за алт флауте. Сопрански кључ се некада користио за деонице виолина и А-кларинета.
Алтовски кључ се кориси за деонице виола и ређе тромбона, док се у старијим делима (нпр. Моцарта) користио за вокалне деонице алтова.
Тенорски кључ се некад користио у партитурама виолинчела, фагота и тромбоне за које се данас по правилу користи бас-кључ. Данас се пак дешава да се високе деонице за ове инструменте пишу и тенорском кључу да би се избегла честа промена између бас и виолинског кључа, који чешће виђена алтернатива.
Сви ови кључеви, којих је некад било чак осам, су били уведени у употребу у доба ренесансе када се започело са штампањем музике. Наиме било је велких проблема са штампањем помоћних линија што се ефикасно избегавало употребом ових кључева. Иако данас овакви проблеми не постоје, горенаведени кључеви су се у мањој мери одржали у музичкој литератури.